# Helosciadium × moorei
Helosciadium × moorei är en hybridart i släktet krypflokor (Helosciadium) och familjen flockblommiga växter. Den beskrevs av John Thomas Irvine Boswell Syme, och fick sitt nu gällande namn av Charles Cardale Babington 1881.
Arten förekommer på Brittiska öarna. Den är en hybrid mellan Helosciadium inundatum och Helosciadium nodiflorum.